# Marigné
Marigné est une commune française située dans le département de Maine-et-Loire, en région Pays de la Loire.
Depuis le 15 décembre 2016, la commune appartient à la commune nouvelle des Hauts-d'Anjou et devient commune déléguée.

## Géographie
La commune se trouve dans le Haut-Anjou, dans la partie orientale du Segréen, au nord-ouest de Cherré, dans le nord du département en limite de celui de la Mayenne.

## Urbanisme
En 2009 on trouvait 284 logements sur la commune de Marigné, dont 85 % étaient des résidences principales, pour une moyenne sur le département de 91 %, et dont 75 % des ménages en étaient propriétaires.

## Toponymie et héraldique

### Toponymie
Les mentions anciennes de Marigné sont : Molendinus novus in villa Marigniaco 1030, Marignacus v. 1080, Marinniacus 1082-1094, Ecclesia de Marignieio 1177, Marigne 1256, Marigné sous Daon XVIe siècle, v.1757.

### Héraldique
|  | Les armes de la commune se blasonnent ainsi : De gueules, à la fasce ondée d'argent, accompagnée en chef de deux chouettes affrontées d'or et en pointe d'un marteau de forge du même. |

## Histoire
La terre et châtellenie de Marigné-sous-Daon relevait en partie de la baronnie de Candé. Le seigneur devait la foi, l'hommage lige, la bouche et les mains au baron de Candé en Anjou, qui s'est toujours confondu avec le baron de Châteaubriant en Bretagne. Ainsi Marigné avait des liens en Bretagne.
Les propriétaires de la châtellenie furent :
- En 1407, Lancelot Turpin de Crissé rend hommage à Charles de Dinan. En 1414, Denise de Montmorency, veuve du précédent et tutrice de leurs enfants.
- 1445 Anthoine Turpin de Crissé rend hommage à Catherine de Rohan veuve de Jacques de Dinan. À cette date, les hommes de foi sont : le seigneur de Grez-sur-Mayenne, Jehanne d'Orvaux, veuve de Jehan des Rues, tutrice d'Estienne des Rues, Amaury de Vrigné pour son domaine du Plessis-Gaudin, Jehan Giffart pour sa terre de la Perrine autrement Estriché, Hugues de Montalais pour ses fiefs en la paroisse de Marigné, Robert Hernault pour partie de la Chabocière.
- 1453 François de Coesmes par sa femme Jeanne Turpin, fille d'Antoine
- 1499 Nicolas de Coesmes
- 1523 Jean de Montalais l'acquiert et réunit la terre de Marigné à celle de Chambellay
- 1634 Pierre de Montalais, seigneur de Chambellay, baron de Keraër, vicomte de Querambourg, seigneur de Vernée, Daon, Bréon, Fourmentières, Vern et Sceaux
- 1665 Françoise de Montalais
- 1698 Messire Lechat de Vernée l'acquiert
- 1784 Louis André de la Forest d'Armaillé, époux de Pauline Louise de Lesrat, fille de Pauline Lechat

Pendant les troubles de la Ligue, Marigné ne fut pas épargnée. Les habitants, comme dans bien d'autres bourgs du Haut-Anjou durent se réfugier au château de leur seigneur. Or le seigneur de Marigné ne demeure pas sur la paroisse mais dans son château de Vernée à Champteussé.
Un rapprochement intervient en 2016. Le 15 décembre, les communes de Brissarthe, Champigné, Contigné, Cherré, Marigné, Querré et Sœurdres, s'associent pour former la commune nouvelle des Hauts d'Anjou. Marigné en devient une commune déléguée. Un nouveau regroupement intervient en 2019 avec l'intégration de la commune de Châteauneuf-sur-Sarthe, qui devient alors le siège de la nouvelle commune.

## Politique et administration

### Administration municipale

#### Administration actuelle
Depuis le 15 décembre 2016, Marigné constitue une commune déléguée au sein de la commune nouvelle des Hauts-d'Anjou et dispose d'un maire délégué.
| Période                                  | Période  | Identité           | Étiquette | Qualité |
| ---------------------------------------- | -------- | ------------------ | --------- | ------- |
| Décembre 2016                            | mai 2020 | Daniel Boisbouvier |           |         |
| mai 2020                                 |          | Véronique Langlais |           |         |
| Les données manquantes sont à compléter. |          |                    |           |         |

#### Administration ancienne
| Période                                  | Période       | Identité           | Étiquette      | Qualité      |
| ---------------------------------------- | ------------- | ------------------ | -------------- | ------------ |
| mars 1995                                | mars 2008     | Pierre Bautrais    | sans étiquette |              |
| mars 2008                                | décembre 2016 | Daniel Boisbouvier | sans étiquette | Horticulteur |
| Les données manquantes sont à compléter. |               |                    |                |              |

### Ancienne situation administrative
La commune était membre de la communauté de communes du Haut-Anjou, elle-même membre du syndicat mixte Pays de l'Anjou bleu, Pays segréen. Le 15 décembre 2016, la commune nouvelle de Les Hauts-d'Anjou entraine sa substitution dans les établissements de coopération intercommunale.

## Population et société

### Évolution démographique
L'évolution du nombre d'habitants est connue à travers les recensements de la population effectués dans la commune depuis 1793. À partir du 1er janvier 2009, les populations légales des communes sont publiées annuellement dans le cadre d'un recensement qui repose désormais sur une collecte d'information annuelle, concernant successivement tous les territoires communaux au cours d'une période de cinq ans. 
Pour les communes de moins de 10 000 habitants, une enquête de recensement portant sur toute la population est réalisée tous les cinq ans, les populations légales des années intermédiaires étant quant à elles estimées par interpolation ou extrapolation. Pour la commune, le premier recensement exhaustif entrant dans le cadre du nouveau dispositif a été réalisé en 2008,.
En 2014, la commune comptait 697 habitants, en évolution de +9,08 % par rapport à 2009 (Maine-et-Loire : +3,3 %, France hors Mayotte : +2,49 %).
| 1793  | 1800  | 1806  | 1821  | 1831  | 1836  | 1841  | 1846  | 1851  |
| ----- | ----- | ----- | ----- | ----- | ----- | ----- | ----- | ----- |
| 1 200 | 1 113 | 1 177 | 1 267 | 1 312 | 1 208 | 1 217 | 1 104 | 1 163 |

| 1856  | 1861  | 1866  | 1872  | 1876  | 1881  | 1886  | 1891 | 1896 |
| ----- | ----- | ----- | ----- | ----- | ----- | ----- | ---- | ---- |
| 1 175 | 1 134 | 1 075 | 1 056 | 1 068 | 1 069 | 1 026 | 989  | 986  |

| 1901 | 1906 | 1911 | 1921 | 1926 | 1931 | 1936 | 1946 | 1954 |
| ---- | ---- | ---- | ---- | ---- | ---- | ---- | ---- | ---- |
| 940  | 968  | 918  | 802  | 820  | 780  | 722  | 724  | 712  |

| 1962 | 1968 | 1975 | 1982 | 1990 | 1999 | 2008 | 2013 | 2014 |
| ---- | ---- | ---- | ---- | ---- | ---- | ---- | ---- | ---- |
| 637  | 642  | 584  | 575  | 514  | 523  | 627  | 686  | 697  |

### Pyramide des âges
La population de la commune est relativement jeune. Le taux de personnes d'un âge supérieur à 60 ans (20,1 %) est en effet inférieur au taux national (21,8 %) et au taux départemental (21,4 %).
Contrairement aux répartitions nationale et départementale, la population masculine de la commune est supérieure à la population féminine (51,8 % contre 48,7 % au niveau national et 48,9 % au niveau départemental).
La répartition de la population de la commune par tranches d'âge est, en 2008, la suivante :
- 51,8 % d’hommes (0 à 14 ans = 23,7 %, 15 à 29 ans = 16,3 %, 30 à 44 ans = 21,5 %, 45 à 59 ans = 19,1 %, plus de 60 ans = 19,4 %) ;
- 48,2 % de femmes (0 à 14 ans = 24,2 %, 15 à 29 ans = 15,6 %, 30 à 44 ans = 17,5 %, 45 à 59 ans = 21,9 %, plus de 60 ans = 20,9 %).

| Hommes | Classe d’âge | Femmes |
| ------ | ------------ | ------ |
| 0,3    | 90 ans ou +  | 1,0    |
| 7,4    | 75 à 89 ans  | 7,0    |
| 11,7   | 60 à 74 ans  | 12,9   |
| 19,1   | 45 à 59 ans  | 21,9   |
| 21,5   | 30 à 44 ans  | 17,5   |
| 16,3   | 15 à 29 ans  | 15,6   |
| 23,7   | 0 à 14 ans   | 24,2   |

| Hommes | Classe d’âge | Femmes |
| ------ | ------------ | ------ |
| 0,4    | 90 ans ou +  | 1,1    |
| 6,3    | 75 à 89 ans  | 9,5    |
| 12,1   | 60 à 74 ans  | 13,1   |
| 20,0   | 45 à 59 ans  | 19,4   |
| 20,3   | 30 à 44 ans  | 19,3   |
| 20,2   | 15 à 29 ans  | 18,9   |
| 20,7   | 0 à 14 ans   | 18,7   |

## Économie

### Revenus de la population et fiscalité
Le revenu fiscal médian par ménage était en 2010 de 16 669 €, pour une moyenne sur le département de 17 632 €.
En 2009, 48 % des foyers fiscaux étaient imposables, pour 51 % sur le département.

### Tissu économique
Sur 71 établissements présents sur la commune à fin 2010, 54 % relevaient du secteur de l'agriculture (pour une moyenne de 17 % sur le département), 7 % du secteur de l'industrie, 9 % du secteur de la construction, 27 % de celui du commerce et des services et 4 % du secteur de l'administration et de la santé.

## Lieux et monuments
- Le bourg : maisons anciennes. L'église Saint-Pontien, inscrite aux monuments historiques en 1971, date des XIe, XIIe, XVIe et XVIIe siècles, et conserve un reliquaire de saint Pontien et saint Pérégrin.
- La motte féodale.
- Le lavoir.
- La Grand-Maison : le 10 mars 1654, Mathurin Blouin, curé de Mézangé en Bretagne, évêché de Nantes, tant en son nom que comme père et tuteur naturel de ses enfants de †Delle Elizabeth Gaillard, vend à René Marchays Sr du Petit Boys Dt à Angers la Trinité, les lieux et métairie et closerie de la Tardiverie et Grand Maison situés au bourg et paroisse de Cherré et Marigné, avec un petit logis et jardin qu’il avait acquis, consistant en maison, jardins, écuries, cours, ayreaux, droits, rues issues, terres labourables et non labourables, prés, pâtures, vignes, qu’il avait tant par acquêts que par échange, et que ce qui peut appartenir à ses enfants par la succession de leur †mère, suivant les partages faits entre lui et noble homme Jean Gaillard des biens à eux échus de la succession de †n.h. François Gaillard Sr de Launay leur père passés par Leconte Nre Angers, fors à l’égard de 400 L de rente que Mr de Chambellay doit à ladite succession comme seigneur du four à ban dudit [Cué]… et lui cède pour 181 L les bestiaux et semances à lui deues par André Houdebine métayer de la Tardiverie (AD49 Lecourt Angers).
- La Perrine : château du XIXe siècle. Le fief a appartenu aux familles Giffart et Champagné.
- Le Port-Joulain : le château du XVIIe siècle domine les courbes de la Mayenne. Le fief relevait de Daon, et tient son nom de Joulain du Port seigneur en 1396 qui fonda la chapelle du XVe siècle toujours existante.
- La Ragotière : Le 9 décembre 1608, Jean d’Andigné écuyer et Delle Françoise Descore son épouse Dt à Marigné baillent à moitié pour 5 ans à Pierre Chevalier la closerie de la Ragotière à Marigné (AD49 Chevallier Nre de la court de Marigné).
- La Rochette : Le 5 août 1591 Pierre Marchandye Md Dt au bourg de Méral pays de Craonnais, et Jehanne Froger sa femme, baillent à ferme pour 20 L pour 5 ans à Jacques Guerin Md au bourg de Marigné, la closerie de la Rochette appartenant à ladite Froger de la succession de Pierre Froger (AD49 Chevallier Nre de la court de Marigné).

## Personnalités liées à la commune
- Bernardin de Saint-François (1529-1582), né à Marigné, religieux.
- François-Louis Chartier, prêtre guillotiné le 22 mars 1794 à Angers, béatifié par Jean-Paul II en 1984.